# Steven Old
Steven Old (* 17. Februar 1986 in Palmerston North) ist ein neuseeländischer Fußballspieler.

## Karriere
Old besuchte zwei Jahre die St. John’s University in New York und spielte für das dortige Uniteam. 2005/06 spielte er in der New Zealand Football Championship für YoungHeart Manawatu, ehe er vom australischen A-League-Klub Newcastle United Jets als Ersatz für Craig Deans unter Vertrag genommen wurde. In der folgenden Saison stand Old im Kader der Wellington Phoenix, für die er zu zwölf Einsätzen kam. Am Ende der Saison wurde er von Phoenix aus seinem Vertrag entlassen um regelmäßiger zu Einsätzen zu kommen und sich unter Wettkampfbedingungen für die Olympischen Spiele in Peking vorzubereiten. Im Januar 2009 absolvierte er ein Probetraining beim schottischen Erstligisten FC Kilmarnock und unterschrieb Ende März einen Vertrag bis Sommer 2012.
Old spielt bereits seit 2004 in der A-Nationalmannschaft seines Landes. Er durchlief die U-17- und U-20-Auswahlen Neuseelands und stand 2008 im Aufgebot der neuseeländischen Olympiaauswahl (U-23) für das olympische Fußballturnier in China. Dabei wurde er beim 1:1-Auftaktspiel gegen Gastgeber China nach 39 Minuten des Feldes verwiesen, das Unentschieden blieb der einzige Punktgewinn Neuseelands im Turnierverlauf. 2009 gehörte Old zum neuseeländischen Kader beim Konföderationen-Pokal in Südafrika, blieb beim Vorrundenaus aber ohne Einsatz.
2003 und 2005 wurde Old zu Neuseelands International Young Player gewählt.